# سیارک ۲۴۹۱۱
سیارک ۲۴۹۱۱ (به انگلیسی: 24911 Kojimashigemi، نامگذاری:1997DU) بیست و چهار هزار و نهصد و یازدهمین سیارک کشف شده‌است که در ۲۷ فوریه ۱۹۹۷ کشف شد.